# Æthelfrith van Northumbria
Æthelfrith (? - 616) was koning van Bernicia van c. 592 tot aan zijn dood en koning van Deira van 604 tot aan zijn dood. Zijn regeerperiode staat aan de basis van een verenigd Northumbria, en in zekere zin ook van een verenigd Engeland. De meeste informatie over Æthelfrith is afkomstig uit de werken van Beda.
In 592 werd hij koning van Bernicia. Hij stond bekend als een moedige krijger en voerde verschillende militaire campagnes tegen naburige koninkrijken. Zo sloeg hij in 603 een aanval af van koning Aidan van Dalriada en een jaar later veroverde hij de troon van Deira. Nadat hij koning Æthelric van Deira gedood had en diens erfgenaam Edwin had verdreven, huwde hij prinses Acha om zijn positie in Deira te verstevigen.
Toen hij vernam dat Edwin bescherming had gevonden bij koning Raedwald van East Anglia, probeerde hij deze om te kopen om Edwin te doden. Raedwald ging hier echter niet op in en trok met zijn leger op tegen Æthelfrith. Dit leidde tot een veldslag nabij de rivier Idle in 616.

Æthelfrith werd gedood tijdens deze veldslag.